# Шило, Геннадий Михайлович
Генна́дий Миха́йлович Ши́ло (род. 12 апреля 1941, Тбилиси, СССР) — российский юрист, адвокат, учредитель и управляющий партнёр Адвокатского бюро г. Москвы «Шило и партнеры». Инициатор создания и ректор Европейского Университета Права JUSTO (1995—2012). Директор Научно-практического сектора Международной Академии Наук Сан-Марино. Доктор юридических наук (1996), профессор.

## Биография
Геннадий Михайлович Шило родился 12 апреля 1941 года в городе Тбилиси в семье запорожского казака Шило Михаила Даниловича и кубанской казачки Кочубей Галины Евдокимовны.
С 1958 по 1962 годы работал на Алтайском заводе агрегатов.
В 1967 году окончил юридический факультет Томского государственного университета.
С 1968 года — член Алтайской коллегии адвокатов.
В 1972 году — соискатель ученой степени кандидата юридических наук на кафедре уголовного процесса Московского государственного университета им. М. В. Ломоносова (тема диссертации «Нравственно-психологические основы взаимоотношения адвоката с участниками уголовного процесса»).
В 1974 году по политическим мотивам исключен из коллегии адвокатов «за применение незаконных методов защиты, выразившихся в заявлении отвода следователю и судье по уголовному делу, что привело к дискредитации советских органов следствия и суда». Частично реабилитирован в 1978 году, с этого времени до 1993 года работал адвокатом в Донецкой областной коллегии адвокатов. Полностью реабилитирован в 1989 году.
С 1990 по 1993 годы — заведующий юридическим отделом, проректор по правовой работе Всесоюзного института управления, бизнеса и права.
С 1995 года по 2012 год — учредитель, ректор Европейского Университета Права JUSTO.
С 1997 по 2010 годы — член Московской областной коллегии адвокатов.
С 2010 года — управляющий партнёр Адвокатского бюро г. Москвы «Шило и партнеры».

## Творчество
Автор более 200 научных работ по уголовному праву, уголовному процессу и проблемам образования, среди которых четырёхъязычный юридический словарь, курс риторики, учебник стенографии, учебник эсперанто, учебные и учебно-методические пособия, статьи в периодической печати и научных сборниках. Увлекается литературой, поэзией, музыкой. Опубликованы стихи, песни, перевод с языка эсперанто романов венгерского писателя Иштвана Немере «Гора», «Пока вы были с нами».

## Награды
- Орден «Наука, образование, культура» (2005, Бельгия)
- Орден «Слава нации» (2005) — за благородство помыслов, за беззаветное служение идеалам добра и милосердия
- Номинант Национальной премии общественного признания достижений граждан Российской Федерации «Россиянин года» (2005)
- Грамота Правительства РФ за большой вклад в разработку и обеспечение реализации государственной программы «Патриотическое воспитание граждан РФ на 2006—2010 годы» (2005)
- Почетный знак «Ректор года» (2009)
- Медаль Союза писателей России «А. С. Грибоедов 1795—1829» (2009)
- Почетный знак «Ученый года» (2010)
- Орден «Во славу Отечества» (2011) — за верность избранной профессии и её идеалам, большой личный вклад в дело процветания Великой России
- Знак отличия «За вклад в развитие адвокатуры» (2011)
- Медаль «За безупречную службу в казачестве» (2011)
- Орден «За верность адвокатскому долгу» (2011)

## Семья
Женат. Три дочери: Ольга, Инна, София.